# Arc'teryx
Arc'teryx est une entreprise canadienne fondée en 1991 à North Vancouver en Colombie-Britannique, plus particulièrement spécialisée dans les vêtements et équipements haut de gamme pour les sports de montagne, ainsi que les courses de trail. Son nom ainsi que son logo se réfèrent au « spécimen berlinois » de l'archæoptéryx, l'un des tout premiers oiseaux préhistoriques connus.
Depuis le milieu des années 2000, la marque appartient au groupe finlandais Amer Sports par l'intermédiaire du groupe Salomon.

## Historique
Le charpentier David Lane souhaite créer des baudriers d'escalade plus confortables.
L'entreprise, fabriquant initialement des produits d'escalade, est fondée par le financier Jeremy Guard, qui en devient le président, et David Lane. La marque se fait connaître avec un harnais d'escalade intitulé le Vapor, utilisant une technologie de lamination à chaud : celui-ci deviendra le produit le plus populaire d'Arc'teryx et la technologie sera utilisée pour d'autres produits les années suivantes. Dès 1992 apparaissent les premiers sacs à dos. Au milieu des années 1990, après avoir obtenu une licence de fabrication de la part de WL Gore and Associates pour utiliser le tissu Gore-Tex, Arc'teryx développe une gamme de vêtements pour l'extérieur,. Au cours des années, les produits de la marque reçoivent de nombreuses récompenses de la part de la presse spécialisée anglo-saxonne, tel que Backpacker (en), Outside, Climbing (en), Men's Journal (en), ou Powder…

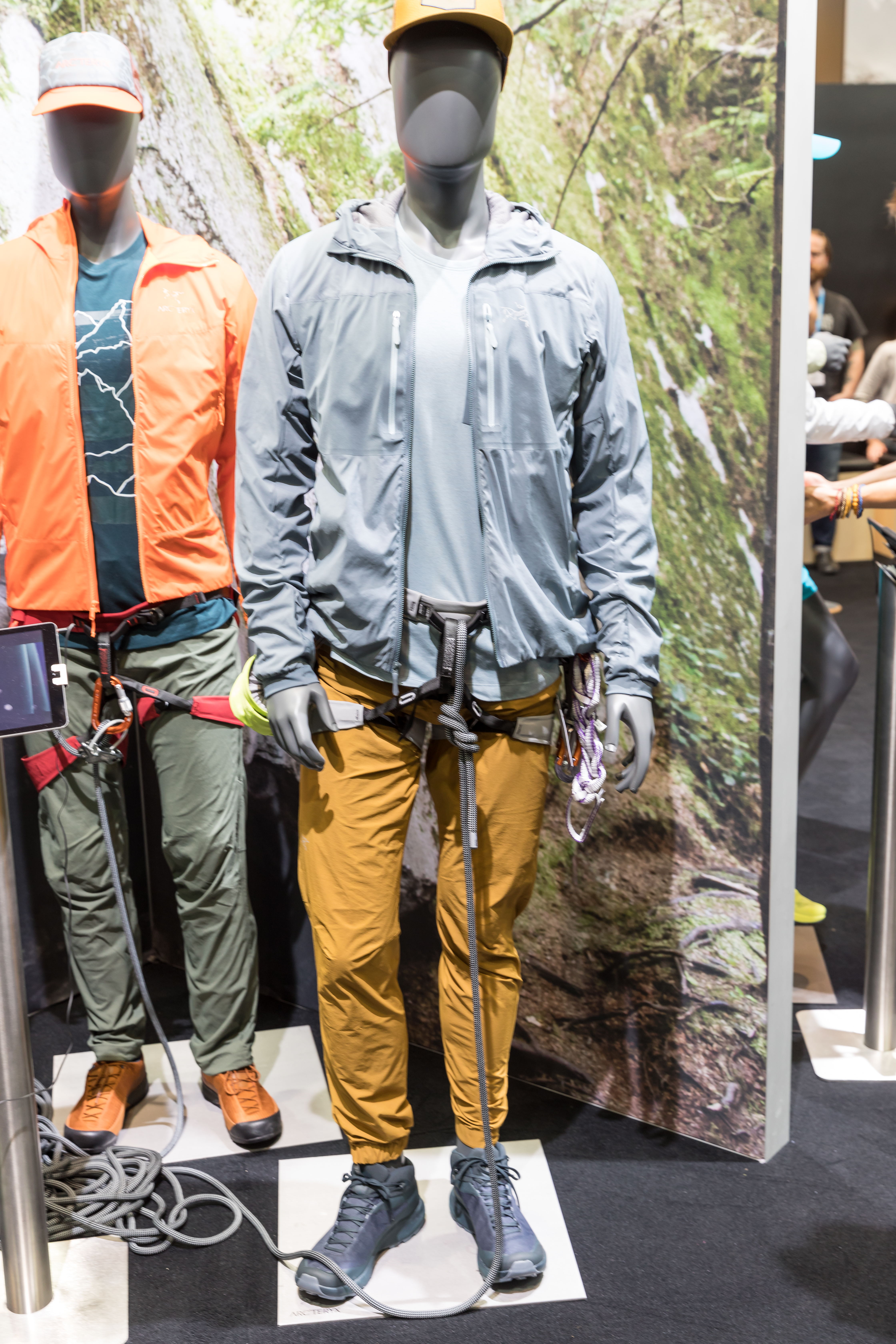
Vêtements d'Arc'teryx

Huit ans après sa création, l'entreprise, qui a besoin de locaux plus grands, déménage à Burnaby dans le district régional du Grand Vancouver ; elle retournera à North Vancouver, son lieu d'origine, quelques années plus tard.
Au début des années 2000, Arc'teryx est acheté par Salomon, qui appartient alors à Adidas depuis quelques années. Les deux fondateurs quittent la marque ; celle-ci, à la suite du rachat, acquiert alors une plus grande liberté financière et s'étend sur le marché européen. Adidas cède l'entreprise canadienne quatre ans plus tard au groupe finlandais Amer Sports. Le siège ainsi qu'une partie de la fabrication restent, au cours de toutes ces années, au Canada, l'entreprise conservant son indépendance,. Par la suite, Arc'teryx qui est distribuée par des détaillants multi-marques ouvre son premier magasin en nom propre à Montréal, puis cinq en Asie ainsi que le premier en Europe, en Angleterre, au milieu de l'année 2013. Depuis 2019, le groupe Amer Sports est détenu par le groupe chinois Anta Sports.
De nos jours, les produits Arc'teryx, sont habituellement associés à l'escalade, le ski, le surf des neiges, ou les courses de trail, avec la ligne de sacs à dos plus particulièrement connue. Mais la marque développe également une ligne de produits, Arc'teryx LEAF, pour les marchés de police et des forces armées. Que ce soit des produits spécifiques ou une déclinaison de ceux existants, les modèles sont le plus souvent de couleurs neutres, ou camouflage, et sont aux spécifications des normes militaires. En parallèle, Arc'teryx utilise ses chutes de tissus en Gore-Tex pour fabriquer des capes destinées aux sans domicile fixe,.
La marque, qualifiée d'« ultratechnique, », sponsorise quelques compétitions atypiques tel que l'Afghan Ski Challenge,, ou la course de trail Squamish 50.
L'entreprise Arc'teryx possède 16 succursales en Amérique du Nord pour un total de 32 dispersés dans le monde en 2020.